# Mike Weir
Michael Richard Weir (* 12. května 1970, Sarnia, Ontario, Kanada) je kanadský profesionální golfista. Jeho největším úspěchem je vítězství na major turnaji Masters Tournament v roce 2003.

## Vítězství na PGA tour (8)
- 1999 – Air Canada Championship
- 2000 – WGC-Cadillac Championship
- 2001 – The Tour Championship
- 2003 –  Masters Tournament, Bob Hope Chrysler Classic, Nissan Open
- 2004 – Nissan Open
- 2007 – Fry's Electronics Open

## Výsledky na turnajích majors
| Tournament            | 1999 | 2000 | 2001 | 2002 | 2003 | 2004 | 2005 | 2006 | 2007 | 2008 | 2009 | 2010 | 2011 | 2012 | 2013 | 2015 |
| --------------------- | ---- | ---- | ---- | ---- | ---- | ---- | ---- | ---- | ---- | ---- | ---- | ---- | ---- | ---- | ---- | ---- |
| The Masters           | DNP  | T28  | T27  | T24  | 1    | CUT  | T5   | T11  | T20  | T17  | T46  | T43  | CUT  | CUT  | CUT  | CUT  |
| U.S. Open             | CUT  | T16  | T19  | CUT  | T3   | T4   | T42  | T6   | T20  | T18  | T10  | T80  | DNP  | DNP  | T28  |      |
| The Open Championship | T37  | T52  | CUT  | T69  | T28  | T9   | CUT  | T56  | T8   | T39  | CUT  | CUT  | DNP  | DNP  | DNP  |      |
| PGA Championship      | T10  | T30  | T16  | T34  | T7   | CUT  | T47  | 6    | CUT  | T42  | CUT  | CUT  | DNP  | DNP  |      |      |

DNP = nezúčastnil se (did not play)

CUT = neprošel cutem

"T" = dělené místo (tied)

Zelené pozadí znamená vítězství, žluté umístění v nejlepších desíti.